# Pou de la Verge del Remei (Alcanar)
El Pou de la Verge del Remei és una obra d'Alcanar inclosa a l'Inventari del Patrimoni Arquitectònic de Catalunya.

## Descripció
És el primer dels pous fet a Alcanar a cel obert i conserva tota la maquinària original, -malgrat trobar-se en desús-, així com la majoria d'eines llavors utilitzades per al manteniment, reparacions, etc.
El pou -l'orifici- té unes dimensions d'1 x 4m. a la superfície; per un dels seus costats baixa el tub que pujava l'aigua. Per dins, les parets es revesteixen amb carreus de pedra. Avui es troba tapat a uns 2 metres de profunditat, perquè l'extracció de l'aigua funciona per altres sistemes.
En essència, la maquinària original consta d'un motor Otto de gasoil, amb una roda d'inèrcia, tot de ferro. L'edifici que l'aixopluga és com un magatzem, al qual sembla que s'hi pugui arribar mitjançant una escala de cargol, d'obra o de pedra. De planta quadrada, la teulada és a la catalana i de doble vessant; els murs, de maçoneria arrebossada i pintada.
A l'exterior d'aquest, sobre una fornícula amb la Verge, fet amb manisa hi ha una inscripció que diu "Sociedad agrícola Virgen del Remedio- año 1924".
Els pous a cel obert rebien aquest nom pel fet d'estar al descobert, és a dir, amb comunicació amb l'exterior. Als pous actuals, la perforació es redueix al perímetre del tub que puja l'aigua i el procés d'extracció és elèctric, amb comptadors d'aigua particulars per a cada soci. Abans, hi havia un home -regador- que distribuïa l'aigua entre les diferents propietats.

## Història
Perforat el 1924, fou el primer d'Alcanar que adoptà el sistema de comunitat de propietaris; seguit el 1927 pel pou de Sant Pere, amb un motor elèctric amb subministrament d'energia de la Canadenca.
Aquest sistema de comunitat de propietaris ha permès la transformació en regadiu de zones de secà que estaven pràcticament abandonades o infrautilitzades, i s'ha generalitzat dels anys 20 ençà. El sistema tradicional era a base de petites parcel·les regades amb aigua de les sínies.
Abans del 1924, hi havia a Alcanar dos pous més de motor a vapor, més petits i de propietat particular, un al Pla i l'altre al Molí del Marquès.